# Stanisław Kłosowicz
Stanisław Kłosowicz (ur. 4 marca 1906 w Krasnojarsku, zm. 16 października 1955 w Radomiu) – polski kolarz, olimpijczyk z Amsterdamu 1928. Jeden z czołowych polskich kolarzy szosowych okresu międzywojennego.
Trzykrotny zwycięzca wyścigu Kraków – Zakopane (nieoficjalne mistrzostwa Polski) w latach 1927–1929. Mistrz Polski w 1932 w wyścigu szosowym. Dwukrotnie (1931, 1932) uznany najlepszym kolarzem w klasyfikacji Polskiego Związku Kolarskiego i Challengu „Przeglądu Sportowego”. Uczestnik mistrzostw świata w 1932 w Rzymie gdzie w wyścigu szosowym zajął 15. miejsce.
Na igrzyskach olimpijskich w 1928 zajął 57. miejsce w wyścigu ze startu wspólnego oraz 13. miejsce w wyścigu drużynowym.
Karierę zawodniczą rozpoczął około połowy lat 20. XX w. w Towarzystwie Zwolenników Sportu w Łodzi. W barwach tego klubu zdobył m.in. mistrzostwo województwa łódzkiego w kolarstwie szosowym w 192... i 1931. W II poł. 1932 ściągnięty do Radomia przez ówczesnego dyrektora tamtejszej fabryki broni – Kazimierza Ołdakowskiego, do zakładowego klubu sportowego „Broń” (powstał w 1926); również jako żywa reklama produkowanych od 1929 r. w tej fabryce rowerów pod marką „Łucznik”, ale zapewne też jako tester i konsultant nowych konstrukcji. Stworzyło to mu doskonałe warunki finansowo–bytowe i treningowe, m.in. na zakładowym torze kolarskim.
Podczas okupacji niemieckiej w czasie II wojny światowej zmuszony został do porzucenia kariery zawodniczej i podjęcia pracy w radomskiej Fabryce Broni jako zwykły robotnik, chociaż ponoć Niemcy zarządzający fabryką znali jego doskonałą przeszłość kolarską i najprawdopodobniej z tego powodu i tego, że był znanym radomianinem został przymusowo wytypowany jako uczestnik jednej z licznych wycieczek do lasu katyńskiego, organizowanych w celach propagandowo–antysowieckich przez Niemców, gdzie pochowano szczątki polskich oficerów zamordowanych przez NKWD, które odkryli w kwietniu 1943, jako „naoczny” świadek tej zbrodni. Z kolei najprawdopodobniej z powodu tej „wycieczki”, gdy Rosjanie zajęli Radom w styczniu 1945 r., został niedługo potem aresztowany i przez doraźny obóz NKWD w Rembertowie wywieziony na Daleki Wschód do Rosji gdzie ponoć pracował przy wyrębach. Powrócił do kraju w 1947. Wycieńczony tamtejszą pracą, napiętnowany pobytem „w łagrze” długo nie mógł znaleźć w Radomiu pracy, aż w końcu kolega z przedwojennego KS „Broń” znalazł mu pracę w miejscowym przedsiębiorstwie transportowym (późniejszy PKS – Państwowa Komunikacja Samochodowa)
Jego żoną była Wanda z d. Maślińska, mieszkanka Radomia. Ślub wzięli w grudniu 1933. Wanda była jedną z najładniejszych radomianek w tym czasie, zdobywając m.in. w pierwszych wyborach miss w 1932 tytuł „Miss Radomia”. On też niezwykle przystojny, porównywany z wyglądu do warszawskiego aktora Igo Syma, tworzyli ładną i jedną z najpopularniejszych par w Radomiu w latach 30. Mieli córkę Danutę (ur. 1945) i syna Bogdana (ur. 1951).
Zginął w niewyjaśnionych okolicznościach podczas rowerowej wycieczki z kolegami do Trablic.